# تشارلز هاويرت
تشارلز هاويرت (مواليد 26 أبريل 1908) هو مبارز بالسيف سويسري، مثّل بلاده في الألعاب الأولمبية الصيفية 1936.

## روابط خارجية
تشارلز هاويرت على موقع أوليمبيديا (الإنجليزية)